# District Ogre
Het district Ogre (Ogres rajons) is een voormalig district in het midden van Letland. Het district lag op een afstand van 37 km tot de Letse hoofdstad Riga. De hoofdstad van het district was Ogre, een stad met ongeveer 30.000 inwoners.

## Steden
- Ikšķile
- Ķegums
- Lielvārde
- Ogre